# CDU Sedes
Les éditions CDU Sedes (Centre de documentation universitaire – société d'édition d'enseignement supérieur) sont initialement une maison d'édition française, issue de la fusion du CDU (créé au milieu des années 1930) et de la SEDES (créée en 1955), spécialisée dans les ouvrages destinés aux étudiants préparant un diplôme ou un concours.
La société Cdu Sedes immatriculée le 1er janvier 1954 (siren 542-090-089) n'assure plus en direct son activité d'éditeur.

## Histoire
À son origine, il s'agissait notamment de cours polycopiés et de publications académiques écrits par des enseignants de la Sorbonne et des classes préparatoires des grands lycées parisiens, situés à proximité du siège historique de l'entreprise 88, boulevard Saint-Germain dans le 5e arrondissement de Paris.
Un programme de co-édition a été engagé avec le Centre national d'enseignement à distance (CNED), (collection CNED-SEDES en histoire, géographie et lettres).
Le nom de marque utilisé actuellement, depuis le rachat par les éditions Armand Colin en 2004, est éditions Sedes.

## Catalogue
Le catalogue de la maison offre les domaines suivants : 
- Culture générale
- Français/philosophie
- Histoire (avec notamment la collection Regards sur l'histoire)
- Géographie
- Géopolitique
- Langues
- Lettres
- Science politique
- Méthodologie du travail en classe préparatoire aux grandes écoles (collection Impulsion avec 4 séries : cours, référence, colle, méthode).

### Revues (désormais sous la marque Armand Colin)
- L'Information géographique[4],
- Histoire, économie et société[5],
- Romantisme.